# Baltasar de Bacardí i Tomba
Baltasar de Bacardí i Tomba   (Barcelona, 1752 - Barcelona, 1822) va ser un comerciant ennoblit.

## Biografia
Era fill del comerciant ennoblit Baltasar de Bacardí (o Becardit) i Clavell (†1798), que s'havia enriquit gràcies als contractes d'aprovisionament de pa i de carn de la ciutat de Barcelona, i de Maria Àngela Tomba.
Com el seu pare, als inicis només era un mestre peller. Però el 1763 disposava de prou capital com per ser un dels socis d'una fàbrica d'indianes, i arran d'això va esdevenir comerciant. El seu fulgurant ascens social va culminar el 1788, quan va obtenir el títol de noble del Principat de Catalunya. El 1803 fou nomenat diputat del comú de l'Ajuntament de Barcelona.
El 1856, el seu fill Ramon de Bacardí i Cuyàs obrí el passatge que porta el seu nom (vegeu Passatge de Bacardí).